# Konfessionslosigkeit
Konfessionslosigkeit (auch Konfessionsfreiheit) bezeichnet, dass eine Person keiner Konfession angehört. Gelegentlich wird auch ohne Bekenntnis (o. B.) gebraucht. Im westlichen und mittleren Europa wurde der Status der Konfessionslosigkeit im 19. Jahrhundert in das Rechtssystem eingeführt.

## Begriff

### Konfession
Der Begriff Konfession (lateinisch confessio ‚Geständnis‘, ‚Bekenntnis‘) bezeichnet im heutigen Sprachgebrauch eine Untergruppe innerhalb einer Religion (ursprünglich nur der christlichen), die sich in Lehre, Organisation oder Praxis von anderen Untergruppen unterscheidet. Mittlerweile spricht man teils auch von islamischer oder jüdischer Konfession.

### Konfessionslosigkeit im Sinne von Religionslosigkeit
Zum Teil wird der Begriff Konfessionslosigkeit im Sinne von Religionslosigkeit gebraucht, was generell den weltanschaulichen Strömungen des Atheismus, Agnostizismus, dem Freidenkertum und Säkularen Humanismus entspricht.
Organisationen wie der Humanistische Verband Deutschlands oder die Giordano-Bruno-Stiftung bevorzugen den Begriff „konfessionsfrei“ gegenüber „konfessionslos“, da die Endung „-los“ das Fehlen von etwas ausdrücke, aber keine Konfession zu haben kein Mangel sei.

### Konfessionslosigkeit im Sinne von Nichtzugehörigkeit zu einer Religionsgemeinschaft
Mitunter wird der Begriff Konfessionslosigkeit für die äußere Nichtzugehörigkeit zu einer Religionsgemeinschaft gebraucht. Dazu zählen neben den oben genannten Religionslosen jedoch auch Menschen, die zwar keiner Glaubensgemeinschaft angehören, sich aber dennoch nicht als religionslos ansehen. Dies inkludiert (vor allem) ehemalige Mitglieder von Religionsgemeinschaften, welche die jeweiligen Institutionen ablehnen, diverse esoterische Strömungen oder generell eine sogenannte Spiritualität ohne Religion.
In der Zeit des Nationalsozialismus wurde durch Erlass des Reichsinnenministeriums vom 26. November 1936 auf den Melde- und Personalbögen der Einwohnermeldeämter sowie den Personalpapieren der Begriff „gottgläubig“ eingeführt. Als „gottgläubig“ galt, wer sich von den bestehenden Konfessionen abgewandt hatte, jedoch nicht glaubenslos war.
Aus Sicht des österreichischen Staates gelten jene Personen als „ohne Bekenntnis“, die keiner staatlich anerkannten oder eingetragenen Religionsgemeinschaft angehören:

„Personen, die weder einer gesetzlich anerkannten Kirche oder Religionsgesellschaft noch einer staatlich eingetragenen religiösen Bekenntnisgemeinschaft angehören, gelten als Personen ohne Bekenntnis (o.B.).“

Das heißt, dass man dem österreichischen Staat gegenüber rein rechtlich sogar dann als „ohne Bekenntnis“ gilt, wenn man Mitglied einer Religionsgemeinschaft ist, die sich (nur) in Form eines Vereins konstituiert hat. Dennoch gewährleistet das österreichische Staatsgrundgesetz jeder natürlichen Person die volle Glaubens- und Gewissensfreiheit: „Alle Einwohner Österreichs haben das Recht, öffentlich oder privat jede Art Glauben, Religion oder Bekenntnis frei  zu üben, sofern deren Übung nicht mit der öffentlichen Ordnung oder mit den guten Sitten unvereinbar ist.“
Laut einer repräsentativen Umfrage des Marktforschungsinstituts Insa aus dem Jahr 2013 war sich nur etwa ein Drittel der Konfessionslosen in Deutschland sicher, dass es keinen Gott gebe. Viele Konfessionslose glauben laut dieser Umfrage „an irgendeinen Gott“, rund 16 % beschäftigen sich sogar intensiv mit der Gottesfrage. Eine Umfrage aus dem Jahr 2014 in der Schweiz brachte ähnliche Ergebnisse. Unter den Konfessionslosen betrachteten sich rund 32 % als atheistisch. 31 % glauben an eine „höhere Macht“, 25 % sind agnostisch und 11 % glauben an einen einzigen Gott.

### Kritik am Begriff
Der Begriff Konfessionslosigkeit steht in der Kritik, da er einen Mangel impliziere, ähnlich wie in „mittellos“, „wohnungslos“, „heimatlos“ und so weiter und somit einen negativen Eindruck hinterlasse. Menschen, die Religionen ablehnen, verwenden daher häufig den Begriff konfessionsfrei.

## Situation nach Staat

### Deutschland
Rechtliche Situation
Ein Kirchenaustritt war seit 1847 in Preußen möglich. Andere deutsche Staaten schufen diese Möglichkeit in Dissidentengesetzen ab Anfang der 1870er Jahre. Aktuell gilt in Deutschland das Staatskirchenrecht aus der Weimarer Reichsverfassung. Es ist durch den Weimarer Kirchenkompromiss geprägt und beinhaltet umfangreiche staatskirchenrechtliche Verträge, Konkordate und Regelungen, insbesondere bei Einrichtungen der sozialen Arbeit nach dem Subsidiaritätsprinzip.
Verbandslandschaft
Für die Interessenvertretung der Konfessionslosen in Deutschland haben sich Organisationen, wie z. B. der Humanistische Verband Deutschlands (HVD), der Internationale Bund der Konfessionslosen und Atheisten (IBKA), die Giordano-Bruno-Stiftung (gbs) oder der Bund für Geistesfreiheit Bayern (bfg Bayern) gebildet. Traditionell stammten solche Verbände aus einer bewusst antiklerikalen Abgrenzung von den Kirchen und einer Propagierung der Feuerbestattung oder der Jugendweihe aus der Mitte bis Ende des 19. Jahrhunderts. Unter dem Dachverband freier Weltanschauungsgemeinschaften vereinen sich verschiedene freireligiöse, monistische und unitarische Strömungen. Ein eigenständiger DDR-Freidenker-Verband wurde erst 1989 gegründet, im Wesentlichen auf Betreiben der DDR-Staatssicherheit.
Seit 2008 gibt es den deutschen Zentralrat der Konfessionsfreien (bis September 2021 Koordinierungsrat säkularer Organisationen (KORSO) e. V.), ein Zusammenschluss säkularer Organisationen in Deutschland, der sich als Interessenvertretung der Konfessionsfreien in Deutschland versteht. Allerdings haben die verschiedenen Einzelverbände einen relativ geringen Mitgliederanteil.
Die Mehrheit der Konfessionslosen in Deutschland gehört keiner einschlägigen Organisation an.
Bevölkerungsanteile
In Deutschland wird die Konfession von Arbeitnehmern zur Ermittlung der zu erhebenden Kirchensteuer staatlich erfasst. Außerdem gehört die Konfession zu den demografischen Merkmalen, die im Rahmen empirischer Untersuchungen (z. B. bei einer Volkszählung) erfragt werden. 1970 wurde vom Statistischen Bundesamt die Zahl von 3,9 % Konfessionslosen in der Bundesrepublik Deutschland ermittelt (evangelisch 49 %, römisch-katholisch 44,6 %, muslimisch 1,3 %). Nach der Forschungsgruppe Weltanschauungen in Deutschland stieg der Anteil der Bevölkerung ohne Konfession bis 1987 auf 11,4 %. Im Gefolge der Wiedervereinigung stieg der Anteil im vereinigten Deutschland auf 22,4 %. Der Anteil der Menschen ohne Konfession in den neuen Bundesländern war signifikant höher, da dort – je nach Statistik – zwischen 65 % und 80 % der Bevölkerung keiner Konfession angehören. Ursächlich für diesen hohen Wert war die atheistische Ausrichtung der DDR, die bekennende Christen zur Flucht und andere zum Kirchenaustritt motivierte.
Von 32,3 % im Jahr 2004 stieg der Anteil der Konfessionslosen auf 36,6 % im Jahr 2013 und auf 37,8 % im Jahr 2018 an. 2021 waren weniger als die Hälfte der Bevölkerung Deutschlands Mitglied der katholischen oder evangelischen Kirche. Mit 639.000 Kirchenaustritten hatten diese 2021 einen neuen Höchststand erreicht. Bei einer Studie der Forschungsgruppe Weltanschauungen in Deutschland (fowid) lag die subjektive Selbstzuordnung der Befragten für „konfessionsfrei“ im Frühjahr 2022 bei 41,3 %. Es bestehen allerdings große regionale Unterschiede beim Anteil der konfessionslosen Bevölkerung. Tendenziell bezeichnet sich die Mehrheit der Bevölkerung in Ostdeutschland als „nicht gläubig“ oder „atheistisch“; in Westdeutschland trifft dies je nach Bundesland nur auf ein Fünftel bis ein Drittel der Bevölkerung zu. In den ostdeutschen Bundesländern war der Anteil der „nicht gläubigen“ Bevölkerung in den Jahren 2021/2022 in Sachsen-Anhalt mit 70 % am höchsten, in Berlin dagegen mit 44 % am niedrigsten. Berlin ist damit auch das einzige ostdeutsche Bundesland, in welchem sich nicht die Mehrheit der Bevölkerung als „nicht gläubig“ oder „atheistisch“ bezeichnet. Unter allen westdeutschen Bundesländern hingegen erreichte der Anteil der Konfessionsfreien im Saarland mit 20 % den niedrigsten Wert, in Schleswig-Holstein mit 38 % den höchsten.
Aktuelle Tendenzen
Aktive Religionspolitik wurde aufgrund des lange vorherrschenden Postulats einer zunehmenden Säkularisierung wenig beachtet oder betrieben. In der jüngsten Vergangenheit kam es zu einer Neuformierung eines Religionsverfassungsrechts auf europäischer Ebene. International wie im europäischen Rahmen wird eine wieder zunehmende Bedeutung und Neuformierung von Religion(en) in einer postsäkularen Gesellschaft konstatiert. Die Evangelische Zentralstelle für Weltanschauungsfragen konstatiert einigen Verbänden, so dem HVD, gegenüber anderen, etwa den als überaltert und eher lethargisch bezeichneten Freidenkern, eine beachtliche, insbesondere auch soziale Arbeit. Die im HVD versammelten „neuen“ Freidenker fordern demnach nicht mehr die radikale Trennung von Staat und Kirche (bzw. Weltanschauung) im Sinne eines traditionellen Laizismus, sondern reklamieren die spezifische deutsche staatliche Unterstützung des Staates für Religionsgemeinschaften auch für sich. Unter anderem in Berlin unterhält der HVD etliche soziale Einrichtungen und will analog zur kirchlichen Seelsorge in der Bundeswehr eine Art „humanistische Beratung“ aufbauen. In einigen Bundesländern besitzen Verbände von Konfessionsfreien den Status einer Körperschaft des öffentlichen Rechts.

### Österreich
Das österreichische Staatsgrundgesetz schließt in Artikel 14 in Zusammenhang mit der vollen Glaubens- und Gewissensfreiheit explizit auch jeden Zwang zur Religionsausübung aus. Der Status der Konfessionslosigkeit und die damit verbundene Möglichkeit eines Kirchenaustritts wurde in Österreich mit dem Interkonfessionellen Gesetz von 1868 eingeführt.
Im Jahr 2009 haben sich laizistische Organisationen im österreichischen Zentralrat der Konfessionsfreien organisiert, der sich als bundesweite Interessenvertretung der österreichischen Konfessionslosen versteht. Im Rahmen der letzten offiziellen Volkszählung im Jahr 2001 hatten sich 963.263 Österreicher als konfessionslos deklariert, was einem damaligen Bevölkerungsanteil von rund 12 % entsprach. Da seit der Registerzählung 2011 die Religionszugehörigkeit der Österreicher nicht mehr statistisch erfasst wird, kann der aktuelle Anteil der Konfessionslosen lediglich als Differenz zu den offiziellen Mitgliederzahlen der Religionsgemeinschaften geschätzt werden. Die Katholiken stellen Ende 2019 mit 55,2 % eine absolute Bevölkerungsmehrheit. Das Verhältnis der römisch-katholischen Kirche in Österreich zur Republik wurde im Konkordat aus dem Jahr 1933 geregelt, welches im Jahr 1957 auch durch die Zweite Republik anerkannt wurde. Im Jahr 2013 organisierte die Initiative gegen Kirchenprivilegien ein erfolgloses Volksbegehren, das unter anderem eine Aufkündigung dieses Konkordats forderte.

### Schweiz
Von der Wohnbevölkerung über 15 Jahren waren Ende 2018 gemäß den Bundesbehörden 28,0 Prozent konfessionslos, im Vergleich zu 23,9 Prozent Ende 2015. Die Zahl der konfessionslosen Einwohner der Schweiz hat sich seit 1970 stark vergrößert. 2022 lagen die Konfessionslosen mit einem Anteil von rund 34 Prozent erstmals vor den Katholiken, welche einen Anteil von rund 32 Prozent erreichten.

### Italien
Der italienischen Regierung ist es gesetzlich verboten, Informationen über die religiösen Überzeugungen der einzelnen Bürger zu sammeln. Das bedeutet, dass es nicht möglich ist, diese Informationen bei der Anmeldung des Wohnsitzes oder bei Volkszählungen zu erfassen. Die verfügbaren Daten beruhen daher ausschließlich auf anonymen Befragungen, die daher nur eine grobe Schätzung bieten können. Laut einer Umfrage aus dem Jahr 2014 lag der Anteil der Atheisten und Agnostiker bei etwa 15 % der italienischen Bevölkerung. Laut einer anderen Analyse aus dem Jahr 2017 gibt es einen starken Unterschied zwischen den Generationen: Über 40 % der 18- bis 25-Jährigen bekennen sich als konfessionslos, aber nur 14,4 % der über 65-Jährigen.

### Türkei
Der türkische Staat ist gemäß Artikel 2 der türkischen Verfassung laizistisch orientiert. Wie in allen anderen Turkstaaten auch wendet die Türkei die islamische Gesetzgebung nicht an, damit steht es jedem türkischen Bürger frei, sich zu keiner Religion zu bekennen. Offizielle Zahlen zum Anteil der Konfessionslosen an der türkischen Bevölkerung existieren dagegen nicht, da der türkische Staat diese Daten nicht statistisch erfasst. Verschiedene repräsentative Umfragen und Studien deuten jedoch auf eine deutliche Zunahme von Konfessionslosen an der Gesamtbevölkerung der Türkei hin. Einer Umfrage des türkischen KONDA-Instituts zufolge hat sich der Anteil der konfessionslosen Türken zwischen 2011 und 2021 mehr als verdreifacht und ist von 2 % auf 7 % angestiegen. Dasselbe Institut fand im Jahre 2018 heraus, dass sich unter den 15- bis 20-jährigen Türken 28,5 % als „nicht gläubig“ bezeichneten; insgesamt sind rund 85 % der konfessionslosen Türken unter 35 Jahre alt.

### Vereinigtes Königreich
In Großbritannien genießt die Anglikanische Kirche den Status einer Staatsreligion, der noch im Jahr 1983 eine relative Mehrheit von 40 % der Bevölkerung angehörte. Für eine Studie im Jahr 2014 gaben 16,2 % der Befragten an, der anglikanischen Kirche anzugehören, 8,7 % waren Katholiken. 50,4 % bezeichneten sich als keiner Religion zugehörig. Die Mehrheit der Bevölkerung (ca. 59 %) verstand sich beim Zensus 2011 dennoch als Christen. Die Diskrepanz zur Kirchenmitgliedschaft erklärt sich dadurch, dass man im Vereinigten Königreich gewöhnlich nur dann offiziell Mitglied einer Kirche wird, wenn man sich über den gelegentlichen Gottesdienstbesuch hinaus am Gemeindeleben beteiligen will.

### Vereinigte Staaten
Laut einer im Mai 2018 veröffentlichten Umfrage von ABC News gaben 21 Prozent der amerikanischen Bürger im Jahr 2017 an, keiner Konfession anzugehören. 2003 waren das noch 12 Prozent gewesen. Den stärksten Anstieg der Konfessionslosigkeit verzeichneten mit 16 Prozentpunkten die jungen Erwachsenen (18 bis 29 Jahre) und die politisch linksliberal Eingestellten („liberals“). Der Anteil derjenigen, die sich als Protestanten bezeichneten, sank im selben Zeitraum von 50 auf 36 Prozent, der Anteil Evangelikaler um 8 Prozent, während der Anteil an Katholiken mit 22 Prozent gleich blieb und der Anteil anderer christlicher Konfessionen von 11 auf 14 Prozent stieg. 2017 bezeichneten sich 72 Prozent der Amerikaner als Christen (2003: 83 Prozent).
In den USA befragt das Gallup-Institut seit 1937 die US-Amerikaner auch nach der Kirchenmitgliedschaft. In ihrer Publikation „U.S. Church Membership Falls Below Majority for First Time“ stellten sie fest, dass die Kirchenmitgliedschaft im Jahr 2020 unter 50 Prozent gefallen sei. Der Anteil derer ohne Religionszugehörigkeit habe sich bei Traditionalisten (geboren vor 1946) auf 7 %, die der Babyboomer (geboren 1946–1964) auf 13 % und die der Generation X (1965–1980) auf 20 % fast verdoppelt. Die Amerikaner, die sich mit keiner Religion identifizieren, sei von 8 % (1998–2000) auf 21 % gestiegen.
Zu keiner Religion zugehörig wird in den USA in der Gruppe der „Nones“ eingeordnet. Die American Atheists haben deshalb in einer nicht repräsentativen Online-Befragung, an der 34.000 Nichtreligiöse teilnahmen, diese „Nones“ nach den konfessionsfreien Identitäten „Atheisten, Agnostiker, Nichtreligiöse, Humanisten, Freidenker, Säkulare und/oder Skeptiker“ befragt. Dabei konnten sich 80 % als Nichtreligiöse, 79 % als Atheisten bzw. 75 % als Säkulare und 35 % als Agnostiker identifizieren.

### International
Aus mehr als 40 Ländern haben sich über 150 nichtreligiöse humanistische und säkulare Organisationen zur Internationalen Humanistischen und Ethischen Union zusammengeschlossen.